# バルト海攻勢
バルト海攻勢（バルトかいこうせい、Baltic OffensiveもしくはBaltic Strategic Offensive）は、1944年秋、バルト諸国におけるドイツ軍北方軍集団とソビエト赤軍北方戦線との戦いのことである。
戦いの結果、北方軍集団はクールラント半島に閉じ込められ（クールラント・ポケット）、ソビエト赤軍はバルト諸国を再占領した。

## 背景
1944年の間、ドイツ軍は東部戦線の全ての戦線において押し戻されていた。1944年2月、ドイツ軍北方軍集団はレニングラードへ通じる道からエストニア国境のパンター線まで撤退していた。6月、7月、ドイツ中央軍集団はソビエト赤軍のバグラチオン作戦により、白ロシア・ソビエト社会主義共和国から押し出され、ポーランドまで退却した。このため、ソビエト赤軍はバルト海に向けて攻撃する機会を掴み、それによりドイツ軍を分断することが可能となった。
1944年7月5日までに、バグラチオン作戦の続きとして、シャウレイ攻撃作戦が開始された。ソビエト赤軍第43、第51、第2親衛軍はヴァンの第3親衛機械化軍団と共にバルト海リガ方面へ攻撃を行った。1944年7月31日までにソビエト赤軍はリガ湾に到着、第6親衛軍はリガと北方侵入路側面の防衛を担当した。
ドイツ軍の反撃は迅速で、初期は成功していた。反撃作戦であるドッペルコップ作戦（Doppelkopf）はドイツ第3軍（中央軍集団所属）指揮下の第XXXX、第XXXIX装甲軍団により1944年8月16日、開始された。これらの部隊は北方軍集団からの装甲部隊と協調行動を取り、まずバルト海沿岸でソビエト赤軍を分断、中央軍集団、北方軍集団の間、薄い30kmの路地を確保、両軍集団を再接続した。
攻撃の主要目的はシャウレイの重要な道、交差点を取り戻すことであったが、ドイツ軍の戦車部隊は防衛していたソビエト赤軍第1バルト戦線に深く侵入、8月20日までにはドイツ軍は多大な犠牲を負い、防戦一方になっていた。これに続けて行われた作戦はツェーザー作戦と名づけられ、9月16日発動されたが、結局失敗に終わった。

## 戦闘
ソビエト赤軍による他の攻撃作戦と同様にバルト海攻勢はいくつかの作戦を含んでいた。
- リガ攻略作戦（Рижская наступательная операция）（1944年9月14日 – 1944年10月24日）、これは第3、第2バルト戦線が担当、リガ湾沿岸部を掃討を目的としていた。
- タリン攻略作戦（Таллинская наступательная операция）（1944年9月17日 – 1944年9月26日）、これはレニングラード戦線が担当、エストニアのドイツ軍を掃討するのが目的であった。
- ムーンズント（Moonzund）上陸作戦（Моонзундская десантная операция）（1944年9月27日 – 1944年11月24日）、エストニアのDagö、Ösel、Moon（ドイツ語の綴り、ヒーウマー島、サーレマー島などの地名）への陸海空共同の上陸作戦、リガ湾の出入り妨害を目的とする。
- メーメル攻略作戦（Мемельская операция）（1944年10月5日 – 1944年10月22日）、これは第1バルト戦線が担当、ドイツ北方軍集団と中央軍集団の分断を目的としていた。

ドイツ軍の防衛における展望からこの期間には以下の作戦も含まれる。
- ツェーザー作戦（1944年9月16日 – 1944年9月21日）これはドイツ北方軍集団と中央軍集団間の接触回復を目的としていた。
- アスター（Aster）作戦（1944年9月17日 – 1944年9月26日）、エストニア本土から北方軍集団の撤退を目的としていた。
- メーメルの包囲（1944年10月5日 – 1944年10月27日）
- クールラント・ポケットの形成（1944年10月15日 – 1944年10月22日）

## 結果
ソビエト赤軍によるバルト海攻勢により、ドイツ軍はエストニア、リトアニアから押し出された。戦いに参加したソビエト赤軍の戦線の損害（戦死、病死、負傷等、全ての原因を含む）は将兵約260,000名であった。
1月25日、クールラント・プロイセン東部が繋がる可能性が少ないと暗黙の内に認めたドイツ総統アドルフ・ヒトラーは北方軍集団をクールラント軍集団と呼称変更した。ソビエト赤軍は大きな脅威として存在しているクールラント・ポケットを縮小するための攻撃を開始したが、その時、プロイセン東部を狙っており、その北側面に戦力を集中することができた 。クールラント・ポケットにおけるソビエト赤軍による作戦活動は1945年5月9日、クールラント軍集団が降伏するまで続き、ドイツ将兵約200,000名が捕虜となった。
ドイツ軍はバルト諸国で召集していた将兵を解放したが、バルト諸国が再びソビエト連邦の支配を受けたため、ソビエト赤軍はバルト諸国の人々を徴兵した。

## 関連部隊

### ソビエト赤軍
- 第1バルト戦線（司令官：イワン・バグラミャン大将）
  - 第5親衛戦車軍（司令官：ワシーリー・ヴォリスキー大将
  - 第6親衛軍（司令官：イワン・チスチャコフ中将）
  - 第4打撃軍（司令官：ピョートル・マルィシェフ中将）
  - 第43軍（司令官：アファナシー・ベロボロドフ中将）
  - 第51軍（司令官：ヤーコフ・クリェーイゼル（ロシア語版）中将）
  - 第33軍（司令官：ヴャチェスラフ・ツヴェターエフ（ロシア語版）中将）
- 第2バルト戦線（司令官：アンドレイ・エリョーメンコ大将）
  - 第3打撃軍（司令官：ニコライ・シモニャク中将）
  - 第22軍（司令官：ウラジーミル・ヴォーストルホフ（ロシア語版）中将）
- 第3バルト戦線（司令官：イワン・マスレニコフ大将）
- 第3白ロシア戦線（一部）（司令官：イワン・チェルニャホフスキー大将）
  - 第2打撃軍（司令官：イワン・フェジュニンスキー中将、後にポルフィーリー・チャンチバージェ（ロシア語版）中将）
  - 第3親衛機械化軍団（司令官：ヴィクトル・オブホフ（ロシア語版）中将）
  - 第61軍（司令官：パーヴェル・ベローフ（ロシア語版）中将）
  - 第67軍（司令官：ウラジーミル・スヴィリドフ（ロシア語版）中将）
- レニングラード戦線（一部）（司令官：レオニード・ゴヴォロフ元帥）
  - 第8軍（司令官：フィリップ・スタリコフ中将）

### ドイツ軍
- 北方軍集団（司令官：フェルディナント・シェルナー上級大将）
  - ナルヴァ軍集団（司令官：アントン・グラッサー（ドイツ語版）歩兵大将）
  - 第18軍（司令官：ヘルベルト・ロッホ（ドイツ語版）砲兵大将）
  - 第16軍（司令官：クリスティアン・ハンセン（Christian Hansen）砲兵大将）
- 中央軍集団（司令官：ゲオルク＝ハンス・ラインハルト上級大将）
  - 第3装甲軍（司令官：エアハルト・ラウス上級大将）
    - 第XXXX装甲軍団
    - 第XXXIX装甲軍団
      - グロースドイッチュラント師団
      - 第4装甲師団
      - 第5装甲師団
      - 第17装甲師団